# アヘノバルブス家

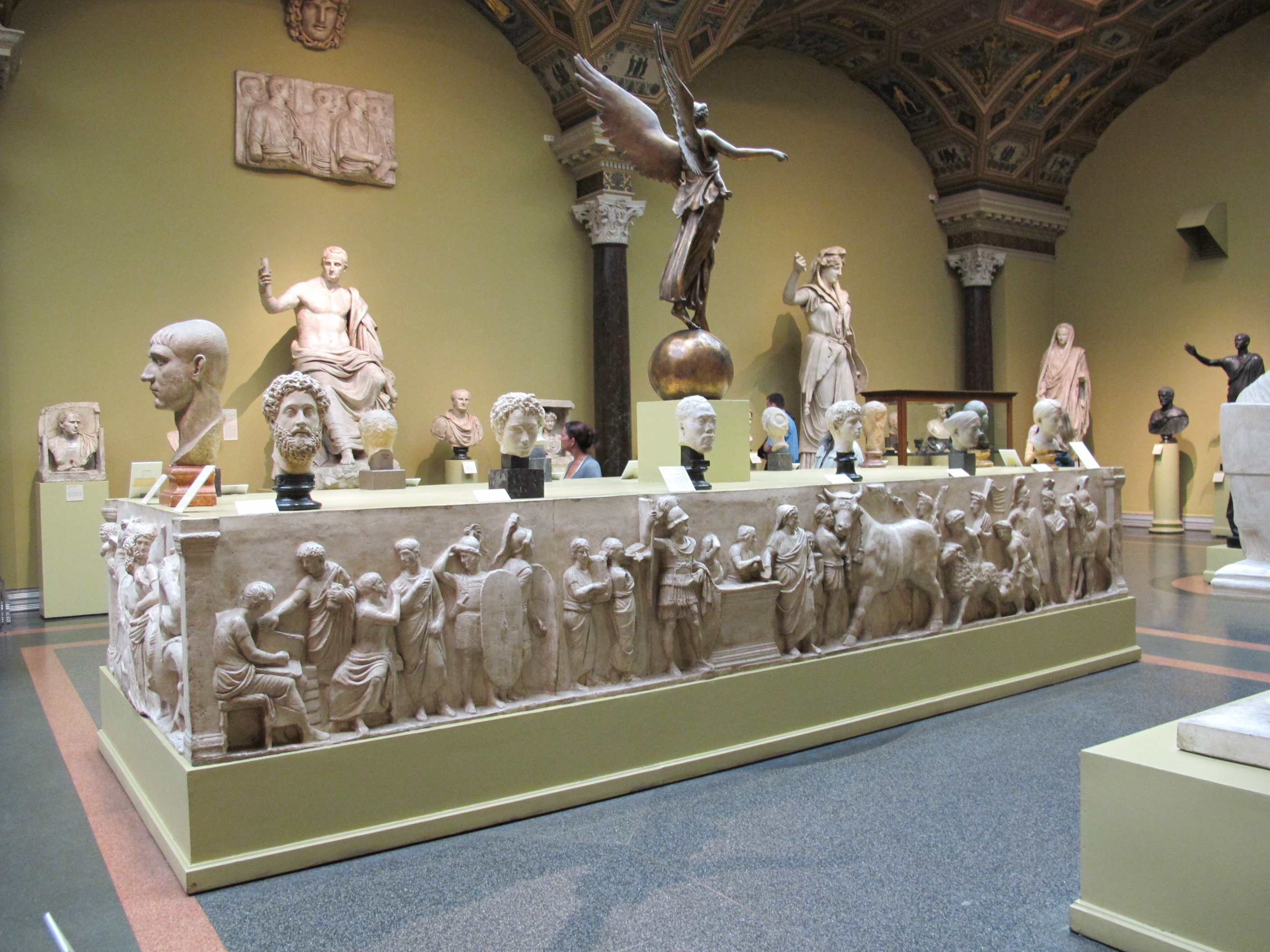
アヘノバルブス家が奉献したネプトゥーヌス神殿のドミティウス・アヘノバルブスの祭壇の一部。プーシキン美術館収蔵

アヘノバルブス家（ラテン語: Ahenobarbi）は、共和政ローマのプレブス（平民）系ドミティウス氏族に見られるコグノーメン（家族名）。片仮名では、アエノバルブスとも表記される。皇帝ネロに連なる家系である。

## 由来
スエトニウスによると、アヘノバルブス家の高祖はルキウスで、ある日彼が田舎からローマへ帰ろうとしていると、神々しい双子の青年がやってきて、まだ誰も知らなかったローマ軍の勝利を元老院と市民に伝えるよう命令された。彼らは自らが神であることを証明するため、ルキウスのあごひげを何度もなで回し、とうとう赤銅色に変えてしまったという。この特徴は代々伝わり、彼らはアヘノバルブス（赤髭）と呼ばれるようになった。
彼らは代々ルキウスかグナエウスのプラエノーメン（個人名）しか名乗らなかったという。ケンソルを2名出し、その後パトリキとなった。

## メンバー

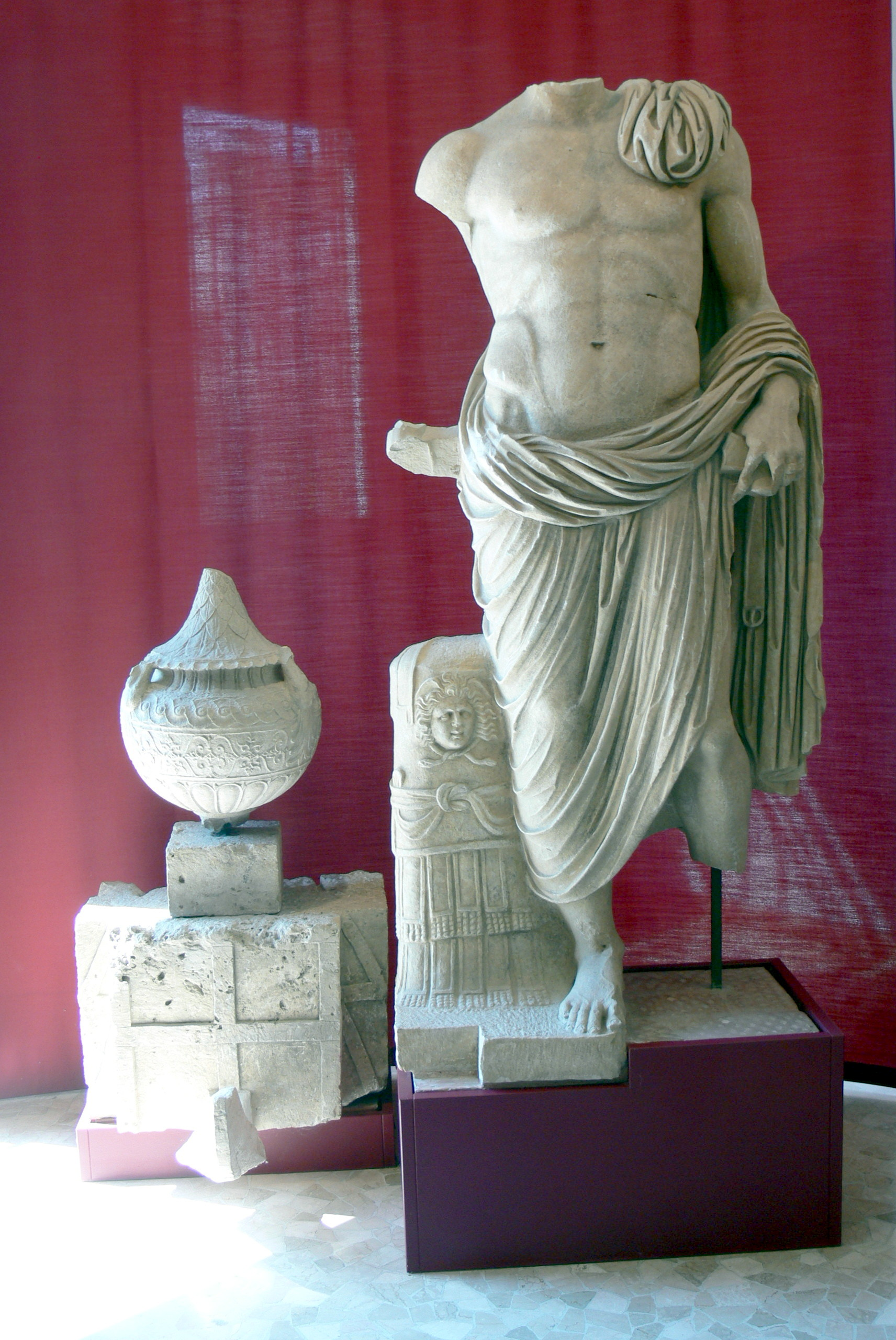
ティトゥス・スタティルス・タウルスもしくはグナエウス・ドミティウス・アヘノバルブスのもとの考えられる提督の墓の一部。アクイレイア国立考古学博物館収蔵

- グナエウス・ドミティウス・アヘノバルブス (紀元前192年の執政官)：一家からの初の執政官
  - グナエウス・ドミティウス・アヘノバルブス (紀元前162年の補充執政官)
    - ルキウス・ドミティウス（・アヘノバルブス）：紀元前129年の元老院議員。登録トリブスはプピニア区。94年の執政官とする説もある[4]。恐らく紀元前122年の執政官の兄弟[5]。
    - グナエウス・ドミティウス・アヘノバルブス (紀元前122年の執政官)
      - ルキウス・ドミティウス・アヘノバルブス (紀元前94年の執政官)
      - グナエウス・ドミティウス・アヘノバルブス (紀元前96年の執政官)
        - グナエウス・ドミティウス・アヘノバルブス：紀元前82年頃の北アフリカ担当プロマギストラトゥス（元政務官）[6]。アフリカへ逃れ大軍を集めたものの、グナエウス・ポンペイウスの追撃を受け敗死[7]。
        - ルキウス・ドミティウス・アヘノバルブス (紀元前54年の執政官)
          - グナエウス・ドミティウス・アヘノバルブス (紀元前32年の執政官)
            - ルキウス・ドミティウス・アヘノバルブス (紀元前16年の執政官)
              - グナエウス・ドミティウス・アヘノバルブス (32年の執政官)
                - 皇帝ネロ

              - 大ドミティア・レピダ（英語版）
              - 小ドミティア・レピダ